# 무롬

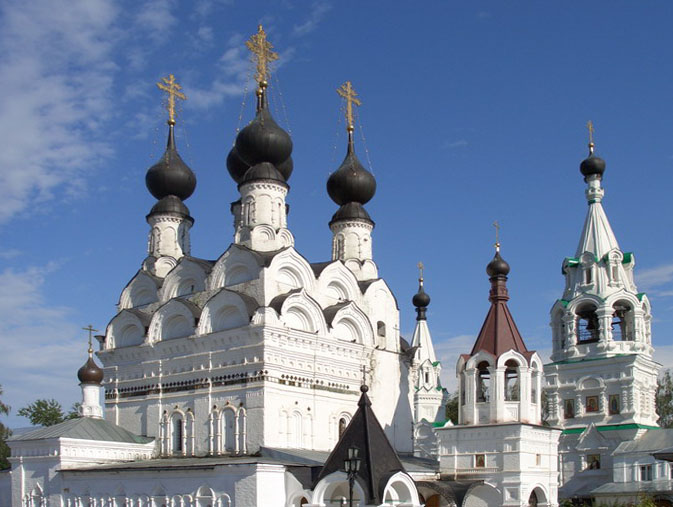

무롬(러시아어: Му́ром; 고대노르드어: Moramar)은 러시아 블라디미르주의 역사적인 도시이고, 오카강의 좌안에 위치해 있다. 모스크바에서 동쪽으로 300 km지점에 위치하고 인구는 14만 5,500명(2002년)이다.
9세기에 이 지역에 동슬라브족이 정착을 했다. 이 때 이 지역의 사람들이, 핀계 민족에 속해 있던 사람들을 무로마인이라고 부른데서 유래되었다.

## 자매 도시
- 체코 모스트
- 벨라루스 바브루이스크